# Telchinia grosvenori
Telchinia grosvenori is een vlinder uit de familie van de Nymphalidae. De wetenschappelijke naam van de soort is voor het eerst gepubliceerd in 1912 door Harry Eltringham.
De soort komt voor in Congo-Kinshasa en Oeganda.